# Drs. P

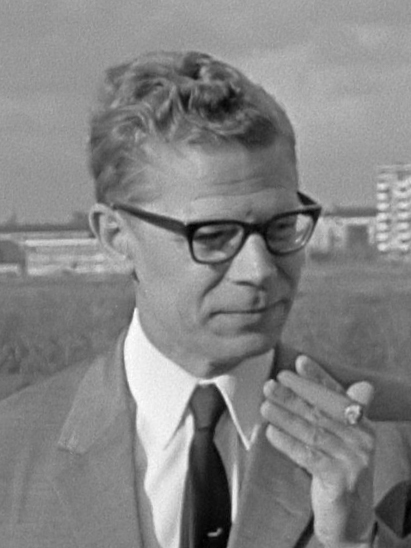
Heinz Hermann Polzer, 1969

Drs. P (eigentlich Heinz Hermann Polzer, * 24. August 1919 in Thun; † 13. Juni 2015 in Amsterdam) war ein schweizerisch-niederländischer Autor, Dichter, Kabarettist, Komponist, Pianist und Sänger niederländischsprachiger Lieder. 

## Leben
Polzer war Sohn eines Österreichers und einer Niederländerin. Er hatte ein abgeschlossenes Wirtschaftsstudium, daher auch das Pseudonym „Drs. P“ (Doctorandus P.). Weitere von Polzer genutzte Pseudonyme waren Drs. S, Geo Staad, Coos Neetebeem, Kirsten Wiedeman, Wilson Hode, Lars Brahe, M. de Gans, Henry van Kol (nach seinem Großvater Henri van Kol), Cyriel P. Licentiaat, Henry Smith, Ludwig Otto Stadtherr, Karin Bloemengracht, Alois Mückenspucker und „een kindervriend“ („ein Kinderfreund“).
Von den 1950er-Jahren an bis 1996 trat Polzer mit seinen Liedern in Theatern, Kneipen, Studentenvereinen und bei Veranstaltungen in den Niederlanden und Belgien auf. Dabei begleitete er sich selbst auf dem Klavier.
Aus Dankbarkeit gegenüber der Schweiz, die ihm im Zweiten Weltkrieg geholfen hatte, behielt Polzer seine Schweizer Staatsbürgerschaft.
Drs. P war in den 1970er- und 1980er-Jahren vor allem bekannt mit Liedern wie Dodenrit („Todesfahrt“), Veerpont („Fährschiff“), Het trapportaal („Der Treppenabsatz“), Knolraap en lof, schorseneren en prei („Steckrübe, Chicoree, Schwarzwurzeln und Porree“) und De zusters Karamazov („Die Schwestern Karamasow“). In den Niederlanden und Belgien war er ein gern gesehener Gast im Radio und Fernsehen.